# Ambohima pauliani
Espèce
Ambohima pauliani est une espèce d'araignées aranéomorphes de la famille des Phyxelididae. Il a été décrit pour la première fois par Griswold en 1990. 

## Distribution
Cette espèce est endémique de Madagascar. Elle est connue uniquement de la localité type à l'extrémité nord de la baie d'Antongil sur la côte nord-est de Madagascar.

## Description
Le mâle n'est pas encore décrit. La femelle holotype mesure 9,69 mm. Cette espèce d'araignées possède 4 jambes et de l'exosquelette. Ambohima pauliani est carnivore. Cette espèce suit une mode de reproduction ovipare. 

## Étymologie
Cette espèce est nommée en l'honneur de Renaud Paulian. 

## Publication originale
- Griswold, 1990 : A revision and phylogenetic analysis of the spider subfamily Phyxelidinae (Araneae, Amaurobiidae). Bulletin of the American Museum of Natural History, no 196, p. 1-206 (texte intégral).